# .ly
.ly és el domini de primer nivell territorial (ccTLD) de Líbia.

## Registre
El domini .ly, introduït el 1988, l'administra el registre LYNIC. Aquest domini és principalment perquè l'utilitzi el públic de Líbia.
L'equip de NIC.LY nomena registradors reconeguts perquè puguin oferir noms de domini .ly, i aquests registradors duen a terme totes les tasques de registre de dominis en nom de NIC.LY. Es permeten subdominis tant al segon nivell com al tercer, sota diferents noms de nivell dos.
Segons el web de registre, "es poden registrar qualssevol noms de domini .LY, excepte els que continguin noms o frases obscens i indecents, incloses paraules de naturalesa sexual; a més, els noms de domini no poden contenir mots/frases ni abreviatures que insultin la religió ni la política, o que estiguin relacionades amb el joc i la indústria de les loteries, o que siguin contraris a la llei líbia o la moral islàmica".
Els noms es registren per ordre d'arribada. Els sol·licitants poden demanar-ne més d'un amb una tarifa de registre de 75 dòlars per cada domini. Abans del registre, cal proporcionar el nom de domini, nom de l'empresa, registre de marca i altres documents legals. A més, els noms de domini .ly que s'estan registrant no han de violar cap de les regles del registrador. Els noms de domini es poden registrar per un mínim de dos anys.
El web oficial de registre per .ly és www.nic.ly. També es pot fer mitjançant els registradors reconeguts oficialment d'aquesta llista Arxivat 2010-04-12 a Wayback Machine. Després de completar el procés de registre, s'envia un email a l'adreça de contacte del sol·licitant. El nom de domini serà actiu entre 12 i 24 hores després de la notificació d'aquest email.
Els dominis de segon nivell que estan oberts oficialment a registres de tercer nivell són:
- .com.ly: serveis commercials
- .net.ly: serveis relacionats amb Internet
- .gov.ly: govern i ministeris
- .plc.ly: empreses estatals
- .edu.ly: institucions educatives i de formació
- .sch.ly: escoles
- .med.ly: serveis relacionats amb la salut
- .org.ly: organitzacions sense ànim de lucre
- .id.ly: particulars.